# Sylvain Armand
Sylvain Armand (Saint-Étienne, Francia, 1 de agosto de 1980) es un exfutbolista francés, se desempeña como lateral izquierdo, aunque se trata de un jugador que puede desempeñarse en cualquier posición de la defensa.

## Clubes
| Club                | País                | Año                 | Partidos | Goles |
| ------------------- | ------------------- | ------------------- | -------- | ----- |
| Clermont Foot       | Francia             | 1999 - 2000         | 28       | 1     |
| FC Nantes           | Francia             | 2000 - 2004         | 161      | 12    |
| Paris Saint-Germain | Francia             | 2004 - 2013         | 259      | 9     |
| Stade Rennais       | Francia             | 2013 - 2017         | 103      | 2     |
| Total en su carrera | Total en su carrera | Total en su carrera | 551      | 24    |

- Datos: Q372480
- Multimedia: Sylvain Armand / Q372480